# Ожгиха
Ожгиха — деревня в Камышловском районе Свердловской области России, входит в состав Зареченского сельского поселения.

## Географическое положение

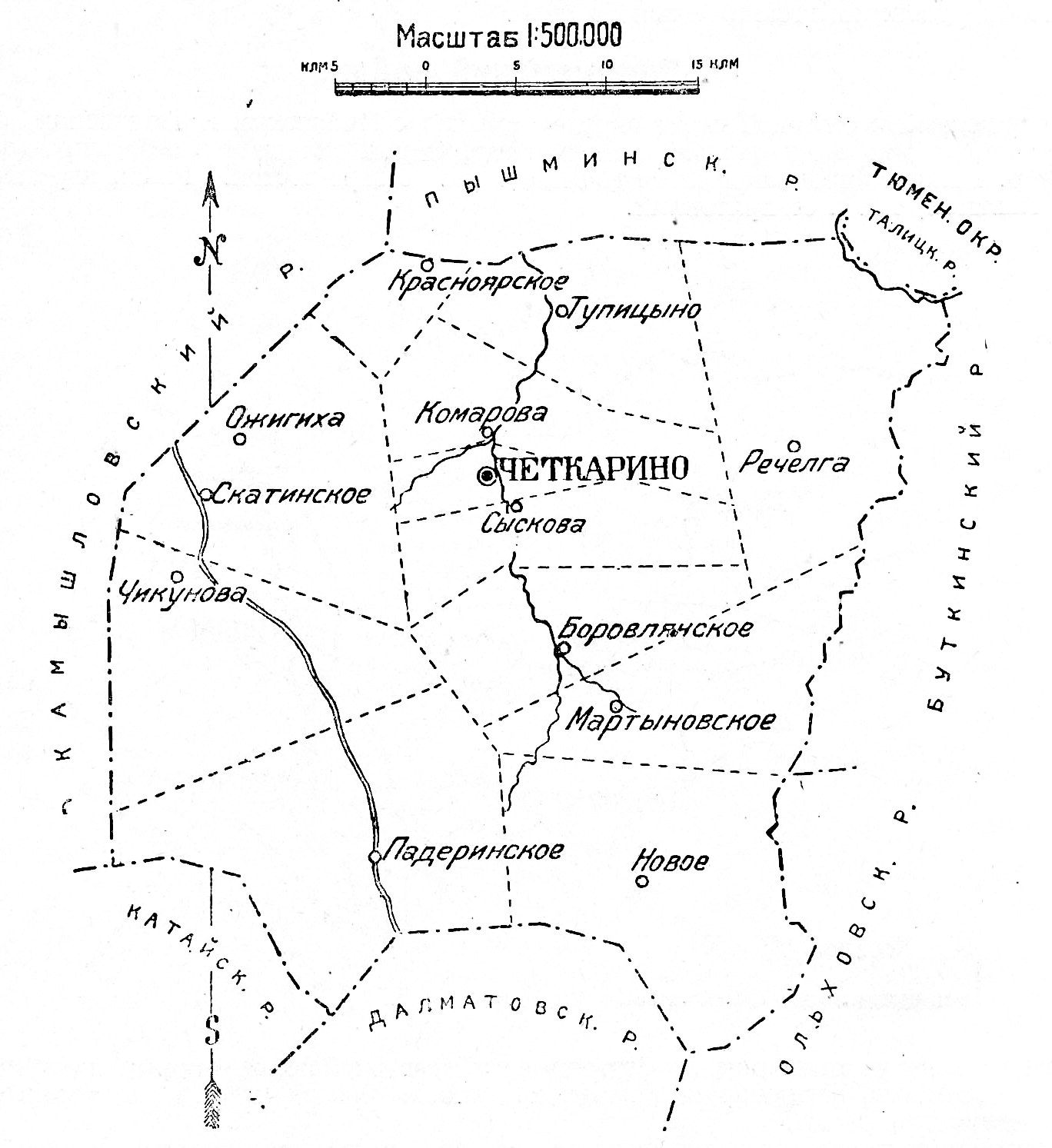
Ожгиха на схеме Четкаринского района; 1928 год

Деревня Ожгиха расположена в 16 километрах (по автодорогам в 20 километрах) к юго-востоку от города Камышлова, на обоих берегах реки Скатинки — правого притока реки Пышмы. В окрестности деревни расположено озеро-старица Ожгиха.

## История
В 1908 году была построена деревянная однопрестольная часовня освященная в честь великомученика Пантелеимона. В 1935 году часовня была закрыта и снесена.

## Население
| 2002 | 2010 | 2021 |
| ---- | ---- | ---- |
| 611  | ↘553 | ↘389 |